# Suðuroy
Suðuroy (dánul: Suderø) Feröer legdélibb szigete. Nevének jelentése is Déli sziget.

## Földrajz

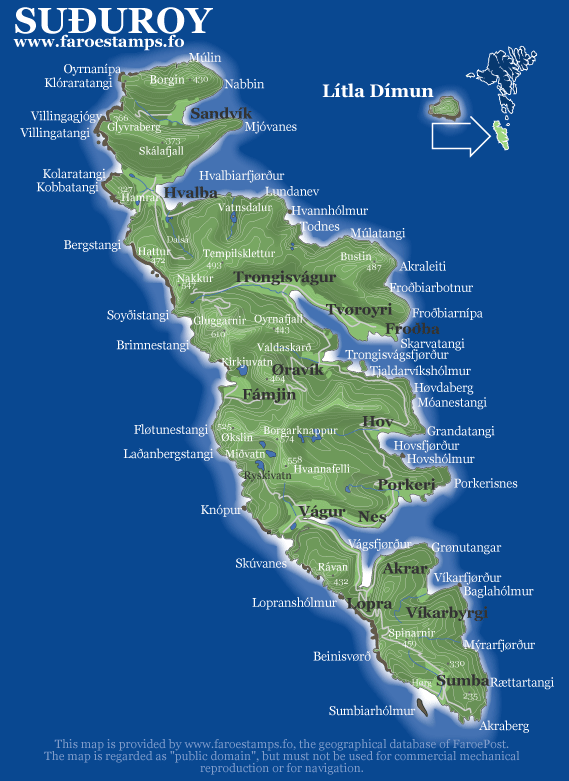
Suðuroy térképe

Suðuroy Sandoytől délre fekszik, így Feröer legdélibb szigete.
A negyedik legnagyobb sziget, területe 163,7 km². Az itt található 55 csúcs közül legmagasabb a Gluggarnir (610 m), de a leghíresebb minden bizonnyal a Beinisvørð, amelyet a feröeri költő, Nólsoyar Páll is megénekelt. A sziget legdélebbi pontján található az Akraberg világítótorony.
A nyugati part végig meredek sziklafalakból, madársziklákból áll, csak két helyen – Hvalbánál és Vágurnál – szakítja meg egy-egy lapos földnyelv. Ennek megfelelően a legtöbb település a keleti parton található.

### Élővilág
A sziget madárvilága ennek jelentőségű. A fészkelőhelyek főként a sziget északnyugati partjain találhatók. Évente mintegy 200 000 pár tengeri madár költ ezeken a területeken. A legjelentősebb fajok az északi sirályhojsza (100 000 pár), a háromujjú csüllő (39 200 pár), a lunda (20 000 pár), a lumma (31 900 egyed), az európai viharfecske (2500 pár), a fekete lumma (400 pár) és az üstökös kárókatona (200 pár).
A szigeten jelen lévő vándorpatkány-állomány veszélyt jelent a fészkelő madarakra.

## Népesség
A sziget lakói relatív elszigeteltségük miatt mind nyelvjárásukban, mind kultúrájukban kicsit eltérnek az ország többi lakójától. Az itteni embereket érzelmesnek, nyíltnak és barátságosnak tartják.
Legrégebbi települése Froðba, a legfontosabb Tvøroyri.
| Év              | Lakosság |
| --------------- | -------- |
| 1986. január 1. | 5847     |
| 1991. január 1. | 5797     |
| 1996. január 1. | 5080     |
| 2001. január 1. | 4956     |
| 2006. január 1. | 4942     |

## Közlekedés
A szigetet kétórás hajóút választja el Feröer többi részétől.

### Külső hivatkozások
- Idegenforgalmi irodák (feröeri, dán, angol)
- Suðurrás - suðuroyi hírportál (feröeri)
- Légifotók Archiválva 2008. április 18-i dátummal a Wayback Machine-ben (Anfinn Frederiksen) (angol)
- Suðuroyar Sjúkrahús - Suðuroyi Kórház (feröeri)